# ロイヤルトルーンゴルフクラブ
ロイヤルトルーンゴルフクラブ (Royal Troon Golf Club) はスコットランド サウス・エアシャー、グラスゴー南西にあるリンクスゴルフコース。

## 設立と初期のころ
現在は合計45ホールを持つクラブだが、1878年の設立当初はクライド湾岸の5ホールしかなかった。1881年、ジョージ・ストラス (George Strath) が初めてのクラブプロに任命され、1882年の全英オープン優勝者であるウィリー・ファーニー (Willie Fernie) と共同で、オリジナルのコースの18ホールコース化拡張の設計を行い、1888年に完成した。このクラブ形成期には、二人は隣接するプレストウィックゴルフクラブのグリーンキーパーだったチャーリー・ハンターの支援を受けた。
1887年にストラスがクラブを辞めると、代わってファーニーがヘッドプロに就任し、1924年に死ぬまでこの職を守った。ファーニーはポートランドコースの設計も行った。このコースは、地元最大の地主で、クラブの常連客であり世話人でもあった第6代ポートランド公爵にちなんで名付けられた。
クラブ施設は、西側はクライド湾、南側はハウストレーラー駐車場（そのさらに南はプレストウィックゴルフクラブ）、東側は鉄道線路と幹線道路、そして北側はトルーンの町に囲まれている。グラスゴープレストウィック空港がクラブの南東にあり、低空飛行する航空機がコースの南端近くを通過する。

## 全英オープン開催のための改修
1923年にこのロイヤルトルーンで初めての全英オープンが開催されたが、これに先んじて、時代を代表する建築家の一人であり全英オープンに5回優勝した世界ゴルフ殿堂入りゴルファーのジェームズ・ブレイドにより大掛かりなコース改修が実施された。いくつかのホールはその後にティーが新設されたが、それ以外は現在でも基本的にはこのブレイドによる改修そのままである。

## 「ロイヤル」称号
1978年、開場100周年時に「(Royal) ロイヤル」の称号を授与された。クラブハウスの中は、ゴルフに関連する多数の歴史的アイテムが展示されている。チャンピオンゴルファーであるコーリン・モントゴメリーの父親であるジェームズ・モントゴメリーが1980年代に代表者を務めていた。

## 全英オープンを11回開催
オールドコースは、PGA およびヨーロピアンツアーによりメジャー大会の一つとして指定される全英オープンを開催するコースの一つになっている。最近の開催は2016年で、2024年には開催11回目が予定されている。

## 過去の全英オープンチャンピオン
過去にロイヤルトルーンで開催された全英オープンの優勝者としては、ジャスティン・レナード、マーク・カルカベッキア、トム・ワトソン、トム・ワイスコフ、アーノルド・パーマー、ボビー・ロック、アーサー・ヘイバースが挙げられる。1962年の大会以降2004年まで、6回連続で米国人プレーヤーが優勝し続けていたが、2016年にスウェーデン人ヘンリク・ステンソンが優勝して連続記録は潰えた。男子版がなかったため、2020年ロイヤルトゥルーン女子オープンは、開催される11回の全英オープン選手権の1つとして含まれています。

## コース

### 序盤シーサイド
オールドコースでは、スタートから6番まで海沿いに南に向かってホールが続く。見通しが良くスペースも豊富だが、深いバンカーを避けるため正確さが求められる。好スコア記録の多くはこの序盤が背（フォロー）風の条件で発生する。

### 次第に複雑化
7番以降は方向が変わり内陸側に入る。ここから6ホールは丘陵状の砂地と深いハリエニシダなどの植生地の間で方向を変えながら進み、フェアウェイを外れるショットは厳しく罰せられる。このセクターには10番と11番ではブラインド状態でのティーショットが必要であるなど、難易度が急に上昇する。

### ロングフィニッシュ
13番ホール以降は北に向かってはじめの6ホールの横を反対向きに進む。13番は距離があり厳しい。さらに距離のあるパー4のホールが三つと、二つのタフなパー3、冒険を要求されるパー5ホール（16番、フェアウェイが中央付近で水路により二分されており、ティーショットでこれを超えてキャリーできることは滅多にない）が待っている。風が強くないことは稀である。

### 名物ホール
ロイヤルトルーンには、すべての全英オープン会場の中でも最短と最長の両方のホールがある。世界でも最高のホールだと言われる8番のパー3（名称は “Postage Stamp”、「郵便切手」）は距離こそ123ヤードだが、グリーンの広さが293平方ヤードしかない。その二つ前の6番ホールのパー5（名称は “Turnberry”、ターンベリー）は長さが601ヤードある。
11番（名称 “The Railway”、「鉄道」）はメジャー大会全部を合わせても最も難しいホールの一つとされる。近年はパー4でプレーされる長いミドルホールで、ティーショットは着地場所が見えず、深い草地を越えなければならず、右側は鉄道線路があり OB になっている。小さなグリーンへの長いアプローチショットが必要だが、グリーン至近には OB がある。

## 女性メンバーに関する投票
2016年7月1日に、女性会員を認めるかどうかの投票が行われた。これは2016年の全英オープン開催に影を落とす可能性と、将来ロイヤルトルーンが全英オープン開催会場から外されてしまうことの両方を避けるためのもので、結果は圧倒的多数の賛成による可決となった。

## ポートランドコースとクリージェンドコース
オールドコースはロイヤルトルーンを代表するチャンピオンシップコースだが、第二のコースとしてポートランドコースもある。1895年に完成し、その後1921年に著名な設計家で世界ゴルフ殿堂にも名を連ねるアリスター・マッケンジーにより改修された18ホールコースで、オールドコースに比べて距離がかなり短いが、高い水準のコースである。オールドコースの北側のやや内陸部にあり、直接クライド湾に面したホールはない。ポートランドコース専用のクラブハウスを持っている。
クリージェンドコースはすべてパー3、9ホールのコースである。
クラブは会員制であり、ゲストは特定の決められた時間帯に予約の上、ハンディキャップを証明する書類を持参することで入場できる。
オールドコースは4種類のティー（レディース、ショート、メダル、チャンピオンシップ）がある

## レイアウト
2016年の全英オープン時 ： 
| ホール | 名称          | ヤード | パー   |        | ホール      | 名称      | ヤード | パー |
| ------ | ------------- | ------ | ------ | ------ | ----------- | --------- | ------ | ---- |
| 1      | Seal          | 367    | 4      |        | 10          | Sandhills | 451    | 4    |
| 2      | Black Rock    | 390    | 4      | 11     | The Railway | 482       | 4      |      |
| ３     | Gyaws         | 377    | 4      | 12     | The Fox     | 430       | 4      |      |
| 4      | Dunure        | 555    | 5      | 13     | Burmah      | 473       | 4      |      |
| 5      | Greenan       | 209    | ３     | 14     | Alton       | 178       | ３     |      |
| 6      | Turnberry     | 601    | 5      | 15     | Crosbie     | 499       | 4      |      |
| 7      | Tel-el-Kebir  | 401    | 4      | 16     | Well        | 554       | 5      |      |
| 8      | Postage Stamp | 123    | ３     | 17     | Rabbit      | 220       | ３     |      |
| 9      | The Monk      | 422    | 4      | 18     | Craigend    | 458       | 4      |      |
| アウト | アウト        | 3,445  | 36     | イン   | イン        | 3,745     | 35     |      |
| 出典： | 出典：        | 出典： | 出典： | 出典： | 合計        | 合計      | 7,190  | 71   |

以前の全英オープンにおけるコース長（1950年以降）： 
| - 2004: 7,175ヤード (6,561 m), par 71 - 1997: 7,079ヤード (6,473 m), par 71 - 1989: 7,097ヤード (6,489 m), par 72 - 1982: 7,067ヤード (6,462 m), par 72 | - 1973: 7,064ヤード (6,459 m), par 72 - 1962: 7,045ヤード (6,442 m), par 72 - 1950: 6,583ヤード (6,019 m), par 70 |

 1962年から1989年までの全英オープンでは、11番ホールはパー5としてプレーされた。

## 全英オープン
トルーンではこれまでに全英オープンが9回開催された。 
| 年     | 優勝                     | スコア | スコア | スコア | スコア | スコア         | 優勝賞金（ポンド） |
| 年     | 優勝                     | R1     | R2     | R3     | R4     | 合計           | 優勝賞金（ポンド） |
| ------ | ------------------------ | ------ | ------ | ------ | ------ | -------------- | ------------------ |
| 1923   | アーサー・ヘイバーズ     | 73     | 73     | 73     | 76     | 295            | 75                 |
| 1950   | ボビー・ロック 2nd       | 69     | 72     | 70     | 68     | 279 （-1）     | 300                |
| 1962   | アーノルド・パーマー 2nd | 71     | 69     | 67     | 69     | 276 （−12）    | 1,400              |
| 1973   | トム・ワイスコフ         | 68     | 67     | 71     | 70     | 276 （−12）    | 5,500              |
| 1982   | トム・ワトソン 4th       | 69     | 71     | 74     | 70     | 284 （−4）     | 32,000             |
| 1989   | マーク・カルカベッキア   | 71     | 68     | 68     | 68     | 275 （−13） PO | 80,000             |
| 1997年 | ジャスティン・レナード   | 69     | 66     | 72     | 65     | 272 （−12）    | 250,000            |
| 2004年 | トッド・ハミルトン       | 71     | 67     | 67     | 69     | 274 （−10） PO | 720,000            |
| 2016年 | ヘンリク・ステンソン     | 68     | 65     | 68     | 63     | 264 （−20）    | 1,175,000          |

- 注：全英オープンを複数回の優勝した選手は上付きの序数で示される。
- クラブは、2024年7月14〜21日に再び全英オープンを開催する予定。 [11]

## 全英女子オープン
全英女子オープンもトルーンで開催予定。 
| 年   | 優勝        | スコア | スコア | スコア | スコア | スコア | 優勝賞金（ドル） |
| 年   | 優勝        | R1     | R2     | R3     | R4     | 合計   | 優勝賞金（ドル） |
| ---- | ----------- | ------ | ------ | ------ | ------ | ------ | ---------------- |
| 2020 | 8月20〜23日 |        |        |        |        |        | 675,000          |

## 主催したその他の重要な大会
- 全英アマチュア選手権：1956年、1968年、1978年、2003年、および2012年の5回。 [2][3]
- 全英女子アマチュア選手権：1904年、1925年、1952年。
- 全英シニアオープン選手権：2008年。
- スコットランドアマチュア選手権：1923年、1956年、1963年、1969年、1977年、2009年の6回。
- スコットランド女子アマチュア選手権：1907年、1949年、1957年、1963年、1982年の5回。